# 1982 في الصين
فيما يلي قوائم الأحداث التي وقعت خلال عام 1982 في الصين.

## سياسة

### تعيين في المنصب
- 1 يناير – هو ياوبانغ الأمين العام للحزب الشيوعي الصيني.

### انتهاء فترة المنصب
- 11 سبتمبر – هو ياوبانغ رئيس الحزب الشيوعي الصيني.

## مواليد

### يناير
- 1 يناير – شاوبو كين ممثل صيني.
- 15 يناير – سون شيانغ لاعب كرة قدم صيني.
- 25 يناير – دون لي

### فبراير
- 9 فبراير – دو وي لاعب كرة قدم صيني.
- 26 فبراير – لي نا لاعبة كرة مضرب صينية.

### مارس
- 5 مارس – دو لي لاعبة رماية صينية.

### أبريل
- 10 أبريل – يايا هان
- 15 أبريل – تشاو هو وان متسابق دراجات نارية صيني.

### يونيو
- 14 يونيو – لانغ لانغ عازف بيانو صيني.

### أغسطس
- 6 أغسطس – رومولا غاري

### سبتمبر
- 8 سبتمبر – مو كه لاعب كرة سلة صيني.
- 26 سبتمبر – بيتي سن ممثلة صينية.

### أكتوبر
- 3 أكتوبر – شيونغ تشاوزهونج ملاكم صيني.

## وفيات

### يناير
- 18 يناير – هوانغ زيان فان (مواليد 1899)